# Lindenhaus (Graz)

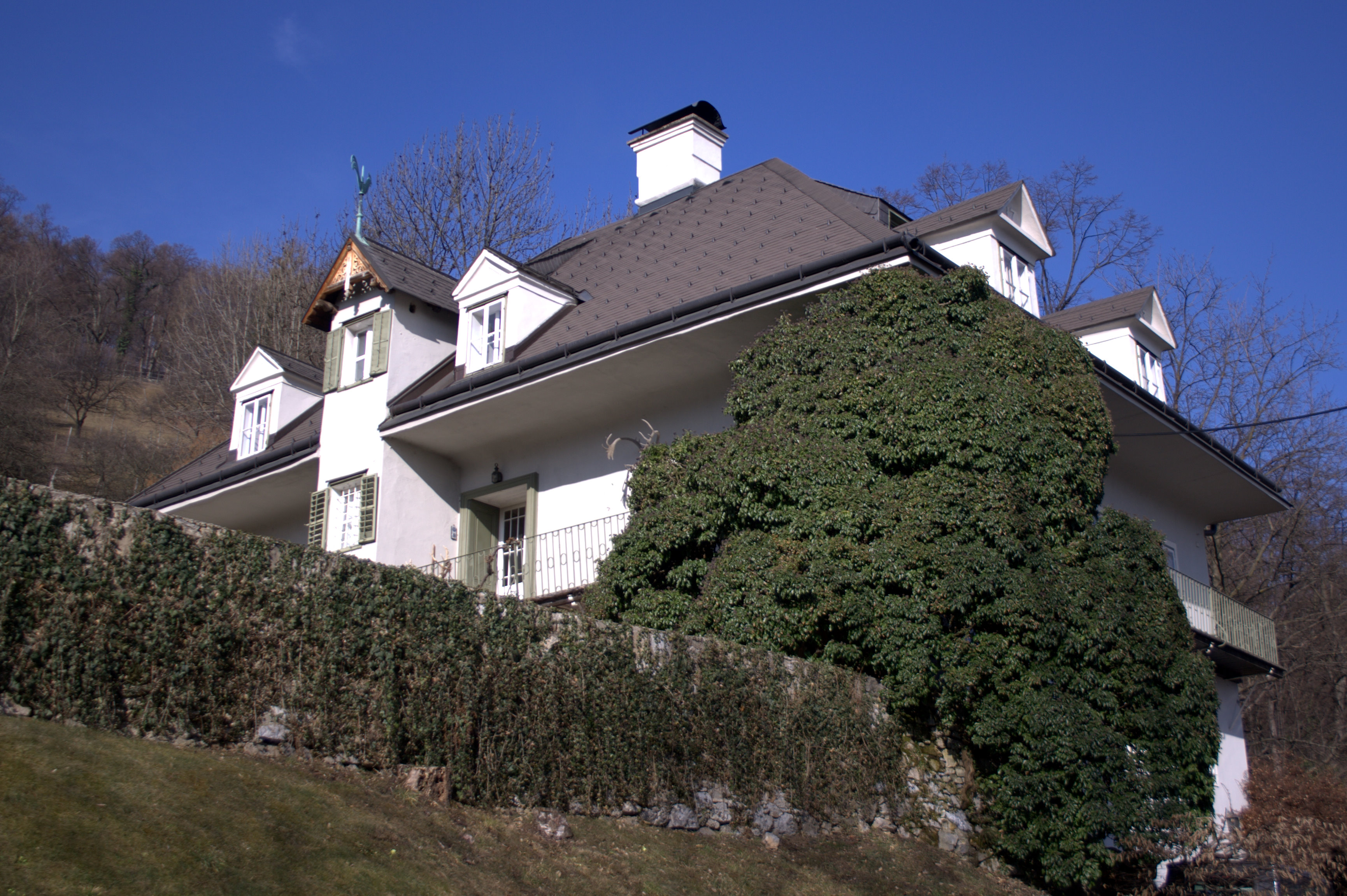
Das Lindenhaus im März 2011

Das Lindenhaus, ursprünglich Einödhof oder Hof Einöd genannt, ist ein Gebäude im XV. Grazer Stadtbezirk Wetzelsdorf am Erdbergweg 42. Seine Geschichte führt in das Jahr 1619 zurück.

## Geschichte
1619 wird das Haus erstmals genannt. In den Jahren 1683 und 1793 fanden Umbauten statt.

## Beschreibung
Das Haus hat ein Walmdach mit Dachgauben aus dem Jahr 1793. Die Fassade hat klassizistische Fenstergitter und Pawlatschengeländer aus Schmiedeeisen  
Zwei Stuckplafonds im Obergeschoß stammen aus dem Jahr 1793, der Empire-Kachelofen aus der Zeit um 1810/1.
Im Obergeschoß des Gebäudes befindet sich die Hauskapelle mit einem josephinisch-klassizistischen Altarretabel. Das Altarblatt von Anton Jandl  (1793) zeigt das Hl. Abendmahl.
Im Garten steht ein spätbarocker Steinbrunnen mit einer Ziervase aus der Mitte des 18. Jahrhunderts.